# Juan F. Brittingham
John Francis Clemens Brittingham (21 de noviembre de 1859, San Luis (Misuri), EUA – 28 de octubre de 1940, Los Ángeles Ca.) fue  un empresario de origen americano, promotor del desarrollo económico e industrial de Gómez Palacio Durango, ejemplo del directivo modelo pues logró altas rentabilidades para sus accionistas y a la vez una serie de obras sociales para sus trabajadores, y la comunidad en general, lo que le valió el reconocimiento social como empresario justo y excelente. 

## Los primeros años
Fue hijo de Anna Laufkoetter (de Berlín, Alemania) y George Washington Brittingham (inglés), una familia católica. Los primeros estudios los realizó en el colegio Crhistian Brothers College, en San Luis Mo. donde tuvo amistad con el joven mexicano Juan Terrazas Cuilty, hijo del general Luis Terrazas, propietario de grandes extensiones de tierra en el estado de Chihuahua.
En 1884, a los 24 años, viajó a Chihuahua Chih. por invitación de Terrazas, donde radicó poco más de 9 años, y donde se inició en el mundo industrial mexicano junto con su invitador y Enrique Creel, donde con el capital de Terrazas tuvieron la iniciativa e iniciaron una fábrica de velas de sebo, para cubrir la demanda de las minas. 

## La Esperanza
El 25 de junio de 1887 inician operaciones la empresa en la que se utilizaba sebo de la semilla de algodón denominada “La Esperanza”, en Gómez Palacio, Durango. En 1893, fue adquirida por Terrazas y compañía, y Brittingham se convirtió en el director general. La empresa inicialmente utilizaba la semilla de algodón como combustible y relleno de caminos.

## Compañía Industrial Jabonera de la Laguna
En 1898 cambió la razón social, a “Compañía Industrial Jabonera de la Laguna”, que llegó a operar en las 20 hectáreas de la empresa. En las primeras décadas del siglo XX, la comarca lagunera lograba suministrar el 70% de la fibra a nivel nacional.
Bajo la dirección de Brittingham el uso de la semilla ganó rentabilidad pue incorporó como productos la glicerina para jabón de tocador y de lavandería, para consumo humano, llegando a producir en el año de 1900, 75,000 cajas de jabón, 1,000 ton de glicerina para elaboración de explosivos (nitroglicerina) harinolina, como alimento para ganado. Brittingham en algunos años, logró convertir a la empresa en la mayor productora de éstos productos en México, misma que exportaba parte de su producción a América Central y el Caribe.
En 1910, en la época de la Revolución Mexicana, para evitar líos o confusiones, Brittingham, emigró a El Paso Texas, donde estuvo hasta 1925, donde recibió invitación para construir y operar una empresa en que transformaba el algodón del Valle de Mexicali, en Baja California, misma que aceptó.

## Compañía Industrial Jabonera del Pacífico
En 1925, a sus 65 años de edad, se trasladó a Mexicali, con sus hijos Juan, Eduardo y Nelson para fundar, construir y dirigir la Compañía Industrial Jabonera del Pacífico en Mexicali. Sus socios fueron Harry Chandler y Moses H. Sherman, accionistas mayoritarios de la Colorado River Land Company, quienes ya habían instalado su propia despepitadora la Lower Colorado River Ginning Company, que ésa zona se estaba convirtiendo en el nuevo emporio mexicano del “oro blanco” (el algodón).
La Jabonera de la Laguna en 1994 entró en huelga con 160 trabajadores, y algunos de ellos con hasta 50 años de antigüedad, misma que duró 14 años hasta finiquitarla. 

## Promotor del Desarrollo Económico
De la operación de la Jabonera, se desprende la empresa fabricante de explosivos “Compañía Nacional Mexicana de Dinamita y Explosivos S.A.” en el poblado de Dinamita Durango. (posteriormente la estación se ferrocarril, se denominó estación Brittingham)
La actividad económica como hombre de negocios de Brittingham lo llevó a relacionarse con empresarios de Monterrey, Chihuahua y la Comarca Lagunera, con los cuales participó como cofundador en algunas de las empresas y como accionista en otras. Así mismo participó en el grupo construyó en una empacadora de carne, Cementos del Norte, “Cementos Hidalgo”, en 1906 (precursora junto con Cementos Monterrey de Cementos Mexicanos”- CEMEX). 
Incursionó en instituciones de crédito, constituyendo la sociedad para La sucursal del Banco de Durango, Banco Minero de Chihuahua, Banco Comercial de Chihuahua, accionista del Banco de la Laguna, Banco Central Mexicano, Aseguradora Mexicana, entre otras grandes empresas industriales, de crédito.
Participó con la patente Owens, para la industria del vidrio y fabricación de botellas, la Cervecería de Chihuahua, Vidriera México, Vidriera Monterrey (1909), Fábrica de Vidrio Plano. También fue accionista en Nacional Distribuidora, Fomento de Industria y Comercio, Productos Álcali, Fundidora de Fierro y Acero (1909).

## Promotor del Desarrollo  Social
Invirtió en obras en beneficio de los trabajadores y sus familias (“Cuadras de la jabonera”). Aportó el terreno donde construyó viviendas tipo chalets para los mismos, escuelas para sus hijos, hospital para los trabajadores. 
Construyó instalaciones deportivas y de recreación: alberca, boliche, canchas de tenis, cine al aire libre, casino y campos de futbol.
Creó el "Estadio de Béisbol La Esperanza" donde practicaba y enseñaba béisbol, y donde sus hijos también participaban. Éste estadio en 1940 fue sede de un juego memorable del equipo "Unión Laguna” con Martín Dihigo Llanos, (“El inmortal maestro cubano”) Pedro “Charol” Orta.
Fue de los primeros en establecer en sus empresas el reparto de utilidades.
Participó en diversos comités comunitarios, encargados de la operación del tranvía de mulas, comité de forestación, embellecimiento de la Plaza Juárez, presidente de la Junta de Mejoras Materiales en apoyo de la pavimentación de calles.
Aportó capital para la construcción del templo de Guadalupe, la edificación del Club Lagunero, la construcción del puente sobre el tajo de San Antonio para unir la parte norte de Gómez Palacios al resto de la ciudad. 

## Últimos años
Empezó a padecer males cardíacos. Volvió a emigrar, ahora a Los Ángeles  donde falleció a los 81 años de edad en el año de 1940. Brittingham  es considerado hombre de empresa ejemplar, para los hombres de empresa de todos los tiempos, por su comportamiento honesto y justo.

## Vida familiar
Se casó primeramente con Damiana González, hija del gobernador sustituto de Durango en dos ocasiones Celso González Esquivel. Enviudó y se casó con Ana Ávila y con Ángela Caballero. Hijos con Damiana fueron Juan, Eduardo, Nelson y Luis. Hijos con Otila Ávila fueron Alberto, Esperanza y Enrique. Con Ángela no tuvo descendencia.

## Obra y reconocimiento
Generó miles de empleos en condiciones justas, practicando la sólida norma de trato digno a los trabajadores, incluyendo la de nunca especular, ni con propiedades ni con empresas. A manera de reconocimiento se ha asignado el nombre de Brittingham a La estación de ferrocarril de la población de Dinamita Durango. Existe una localidad o ejido con ése nombre con 673 habitantes (con código postal 35105), al norte de Gómez Palacio y una colonia en Gómez Palacio (código postal es 35030).  